# Sud Sound System
I Sud Sound System sono un sound system di musica raggamuffin e dancehall reggae originario del Salento, che combina ritmi giamaicani e sonorità locali, come l'uso del dialetto salentino e le ballate di pizzica e tarantella. Il gruppo, tra i pionieri del raggamuffin italiano, è spesso associato al mondo dell'hip hop italiano..

## Storia del gruppo

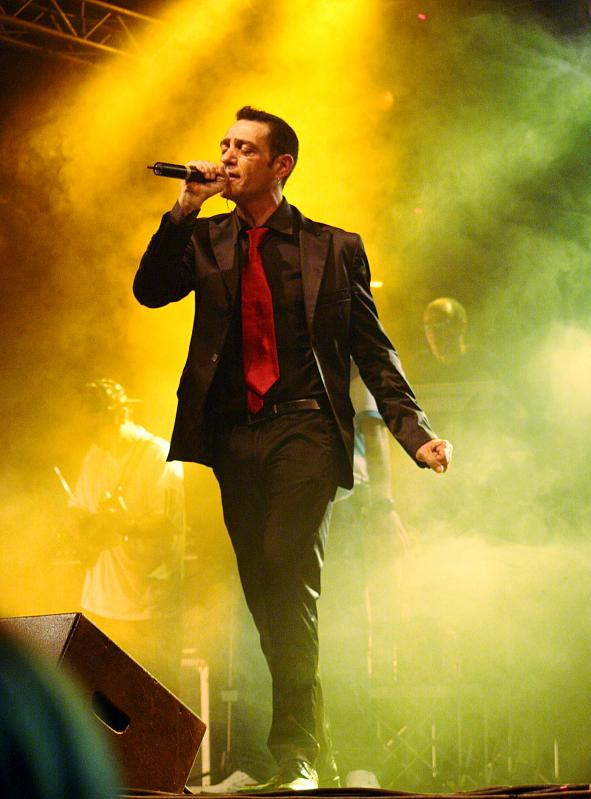
Nandu Popu durante un concerto dei Sud Sound System tenutosi a Bologna.

### Anni '80
La storia dei Sud Sound System nasce tra i banchi di scuola dell'istituto tecnico industriale "Enrico Fermi" di Lecce, dove Federico Vaglio, in arte Don Rico, conosce il trepuzzino Fernando Blasi, in arte Nandu Popu, e lo invita ad entrare nel proprio gruppo musicale costituitosi a San Donato di Lecce, città di cui è originario.
I Sud Sound System si esibiscono per la prima volta fuori dal Salento il 21 gennaio 1989 nel centro sociale Leoncavallo di Milano, ma la loro storia inizia prima, nelle città universitarie italiane. La maggior parte del gruppo risiede a Bologna, dove nasce la prima versione del brano T'à sciuta bona, un classico del gruppo, oltre alla storica esperienza degli Isola posse all star con Stop al panico, in cui ci saranno, tra gli altri, Gopher, Treble e DJ War.
A Bologna, nell'ottobre del 1989, è presente anche un'altra esperienza "ragga", che vede Gopher alla batteria, Treble alla chitarra e voce e Giorgio Pizzi al basso, sotto il nome di Rough Ryders. Di quest'ultima parentesi artistica rimane solo un demo, per altro introvabile, dal nome One Blood.
A Roma Don Rico si lega agli Onda Rossa Posse e al movimento dei centri sociali. In questo periodo partecipa all'audiocassetta autoprodotta Baghdad 1.9.9.1. contro la guerra del Golfo. Nel Salento, intanto, Militant P e Papa Gianni esordiscono con il demo Love and Unity, che contiene i pezzi più classici dei due artisti.

### Anni '90
Nel 1991, con il 12 pollici Fuecu/T'a sciuta bona, i Sud Sound System esordirono sulla scena musicale italiana. Al disco seguirono numerosi concerti, apparizioni televisive (in una puntata della trasmissione Avanzi, il gruppo cantò "Video politica" sulla base di T'à sciuta bona) e radiofoniche (Rai Stereo Notte), in cui il gruppo si caratterizzò per la passione mostrata. Nello stesso anno i Sud Sound System parteciparono al Festival delle Nuove Tendenze d'Autore di Recanati.
Nel 1992 due dischi diffusero due brani che divennero poi dei classici della band, Reggae Internazionale, Punnu Ieu, Turcinieddhri e Chiappalu.
L'interesse nei confronti della band non si circoscrive al solo ambito musicale: il regista bolognese Renato De Maria produce un documentario per Rai Tre, mentre Gianluca Sgalambro realizza un video trasmesso da Effetto Video 8 (Rai Due). L'esperienza dei Sud Sound System fu anche oggetto d'analisi e dibattiti nelle università italiane dai sociologi Georges Lapassade e Piero Fumarola.
Dal 1993 furono tantissimi gli spettacoli che il gruppo tenne dal vivo, insieme ad artisti internazionali come Macka B e Mad Professor, Little Owie, Linton Kwesi Johnson, Asher D, Chubby Rankin, Daddy Freddy, Thriller Jenna, Sweete Irie, Echo Minott, Shabba Ranks, the Wailers, Anthony B e Sizzla. Tra il 1993 e il 1994 la band si esibì in diversi tour, che portò il sodalizio salentino in giro per l'Europa (Francia, Germania, Svizzera e Inghilterra).
Nei primi mesi del 1994 fu pubblicato il CD-raccolta autoprodotto Salento Showcase’94, in cui nuove voci della scena reggae salentina affiancavano i SSS. L'album ottenne un buon successo e diffuse il movimento reggae-raggamuffin sempre di più nel territorio salentino.
Nel 1994 Nandu Popu, con la collaborazione di DJ War, e ai cori di un ancora sconosciuto Neffa, pubblicò su Century Vox il singolo su vinile 12" e cds All'infiernu/Mamma li Turchi, entrambi brani di denuncia politica.
Fu, tuttavia, il 1996 l'anno in cui il pubblico dei Sud Sound System registrò un sensibile allargamento, in seguito all'uscita del disco Comu na petra, in cui collaborarono diversi tamburellisti salentini e che gettò le basi per un particolare raggamuffin intriso di pizzica, da sempre musica simbolo del Salento. Brani come Afro ragga taranta jazz e Crisce sono proprio degli esempi di questo tipo. Degno di nota è anche il brano Soul train, che tratta il problema dell'emigrazione meridionale. Il doppio CD comprende anche una raccolta che riassume la discografia dal 1991 al 1996 e che prende il nome Tradizione.
Nell'aprile 1997 venne pubblicato No playback, disco contenente brani estratti da Comu na petra remixati da importanti esponenti della scena hip hop e reggae italiana e internazionale. L'album contiene l'inedito Mena moi. Diverse sono anche le collaborazioni tra i SSS ed altri DJ, sodalizi che hanno portato all'incisione di dub-plates, singoli, oppure ad esibizioni dal vivo nelle dance hall.
Dal 1997, quindi, la popolarità del gruppo crebbe ancora e i loro brani si diffusero in Europa. I SSS furono presenti in molte edizioni del concerto del Primo Maggio a Roma.
Nel giugno 1999 venne diffuso l'album Reggae party, che riscosse larghi consensi sia di critiche sia di vendite e che è presente su internet sui siti di Vitaminic ed Mpx. Nello stesso anno la band prese parte del film Liberate i pesci di Cristina Comencini.
Dopo l'album Reggae party i Sud Sound System fondarono a San Donato di Lecce il proprio studio di registrazione, il Salento Sound Studio. Contemporaneamente costituirono una propria casa di produzione, la Salento Sound System.
Nel novembre 1999 fu incisa e diffusa come singolo la canzone Giallurussu, dedicata alla squadra di calcio del Lecce. Il brano fu l'inno ufficiale del club calcistico salentino dal 2001 al 2003.

### Anni 2000
Nel 2001 venne diffuso il disco Musica musica, in cui è presente una riedizione con i testi leggermente modificati rispetto al singolo Mena moi.
In rete, complici i file scaricabili ed il fatto di dare per veritiero tutto ciò che chiunque può scrivere in rete, nonché la non conoscenza della realtà musicale pugliese da parte di qualcuno, si è diffusa la voce che nel 2002 abbiano suonato e cantato il brano Gente che spera in collaborazione con J-Ax. Il brano in questione è stato inciso da quest'ultimo, ma con la collaborazione di Reverendo Mc, rapper barese che con la sua crew Zona 45 ha collaborato al progetto Pooglia Tribe ed ha avuto a sua volta un featuring nell'album Trenta denari proprio con il Sud Sound System. Forse da qui si è creata un po' di confusione.
Nel 2003 uscì Lontano, noto anche come Le radici ca tieni, disco prodotto dal Sud Sound System e distribuito da Sony International. Il disco fu un successo di critica e pubblico e permise alla band di vincere il Premio Tenco 2003 nella categoria "Miglior lavoro dialettale italiano". Da questo disco fu estratto il brano Le radici ca tieni, vero e proprio inno dedicato all'amata terra salentina. Il video di questo brano ottiene un altro grande riconoscimento: diventò "Miglior video dell'anno" al Meeting delle Etichette Indipendenti di Faenza.

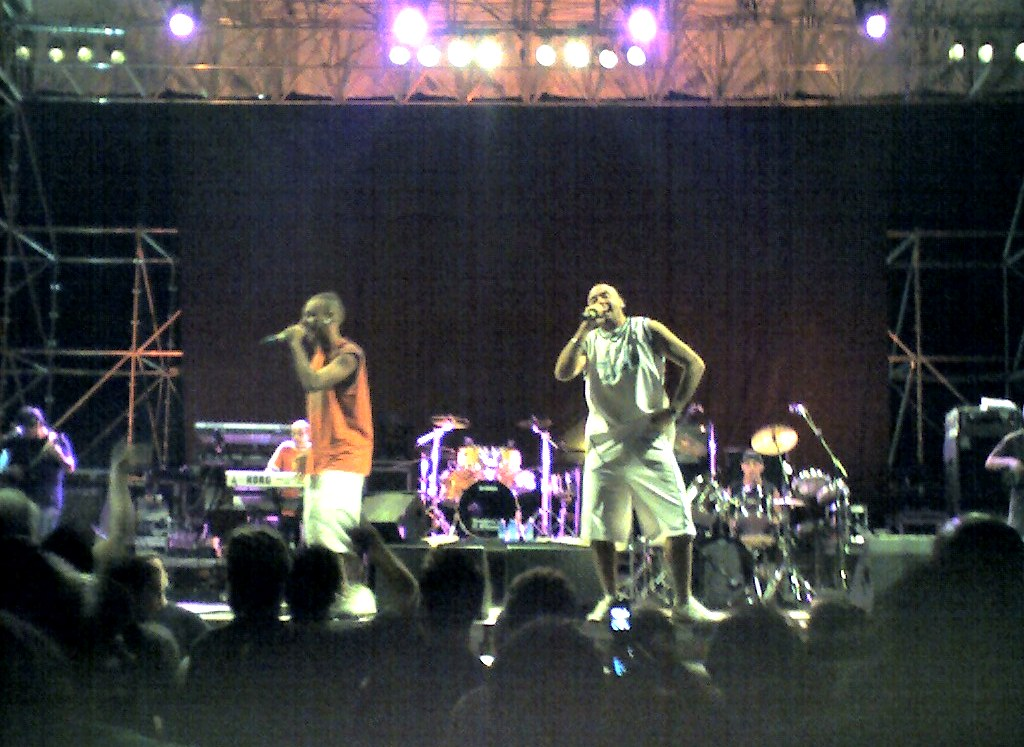
I Sud Sound System ad Arbatax.

Nel 2004 il gruppo ritornò in studio per preparare il nuovo LP e contemporaneamente produsse la compilation Fuecu, pubblicata a giugno e contenente il "best of" degli ultimi tre dischi dei SSS, oltre a due inediti.
La Salento Sound System, inoltre, si dedicò alla programmazione artistica estiva di numerosi eventi salentini, tra cui la rassegna Boom Blast Reggae Nights 2004, inserita nel progetto Negroamaro, curato dalla provincia di Lecce, a cui presero parte numerosi artisti italiani e stranieri (Villa Ada, Saxon Studio, One Love Hi Pawa, General Levy, Bag-a-riddim Band featuring Daddy Freddy). Inoltre i SSS curarono la direzione artistica della Reggae Boom Beach Mamanera 2004, giunta alla quarta edizione, in cui si esibirono Ciccio Man, Pow Pow Movement, Vito Vinicolo, Rodigan, I-Tal Acoustic Sound & Ranking Joe, Hot fire & Ghetto Eden, Pier Tosi e gli skandol.
Durante il tour 2004 la band fu di scena in alcuni tra i più significativi festival europei, esibendosi in Polonia, Ucraina, Romania, Portogallo e Germania.
Il 2005 si aprì con diverse produzioni: prima di tutte il nuovo LP chiamato Acqua pe sta terra, in cui il gruppo salentino viene affiancato da importanti artisti come Luciano, Chico, Anthony Johnson e General Levy. Fu inoltre prodotto il Salento Showcase 2005, che dava voce alla scena reggae pugliese.
Inoltre, nella produzione del cartone animato di Edoardo Bennato, la band interpretò il brano Il topo mangia tutto, che venne inserito nella colonna sonora del cartoon.
Nello stesso 2005 la band comparve in una puntata della trasmissione Rockpolitik (Rai Uno), condotta da Adriano Celentano, dove cantò uno dei suoi brani più noti, Le radici ca tieni, insieme alla Bag a Riddim Band e all'appena quattordicenne Alessia Tondo.
Dal 2005 uscì dal gruppo il fondatore Treble, che proseguì la carriera come cantante solista.
Nel 2006 furono prodotti due nuovi lavori dei Salento Sound System: il CD+DVD Live & Direct - Sud Sound System (che fu finalista del Premio Tenco nella categoria "Album in dialetto") e l'album d'esordio di Marina Comu passione.
Anche nel 2007 venne organizzato il Salento Showcase. La terza edizione vide coinvolti una serie di artisti che entrarono nel cosiddetto Salento ShowCase Group: Alessia, il trio Rankin lele, Papa Leu e Marina, ed altri giovani quali Mulinu, Sandrinu e Striunizzu, Kadim "Afro Bamba" outta Ghetto Eden (toaster italo-senegalese che rappa in wolof e salentino), lu Dottore, i Kaja Killa, gli Hot Fire, Italo e Terequeia.
Impegnati attivamente nella difesa dell'ambiente e del diritto alla salute, assieme a Giuseppe Serravezza (presidente LILT sezione di Lecce), nel 2008 i Sud Sound System accesero i fari mediatici sui complessi industriali pugliesi che hanno alzato ai massimi livelli italiani l'incidenza di tumori in Puglia, in particolare l'ILVA di Taranto e la centrale elettrica di Cerano (Br). Sebbene i problemi causati dai due impianti fossero noti da decenni, fu anche grazie ai Sud Sound System che se ne iniziò a parlare.
Di questi temi tratta l'album dello stesso anno Dammene ancora, che vanta collaborazioni internazionali con colonne portanti del reggae a livello mondiale e vede il ritorno della collaborazione con Neffa. In contemporanea viene distribuito gratuitamente sul sito ufficiale della band il brano Maledetta televisione, che ha riferimenti a tutto il sistema televisivo italiano e non alle sole TV private. Questo disco raggiunse la posizione numero 5 della classifica ufficiale di vendita FIMI.
Il 21 aprile 2009, insieme ad altri 53 cantanti italiani, i Sud Sound System registrarono a Milano il singolo Domani 21/04.2009, in onore delle vittime del Terremoto in Abruzzo. Il 31 agosto 2009 distribuirono, sempre gratuitamente e sempre dal loro sito ufficiale, il brano Blowjob in Parlamento, in riferimento agli scandali sessuali che coinvolsero i politici italiani di ogni schieramento e come denuncia e critica ai governanti. 
La band salentina si esibì dal vivo con la Bag A Riddim Band, gruppo che figurava già ai tempi del tour dell'album Reggae party e frutto della fusione tra i Ficupala, i The Messapians e il Maestro Garofalo, che accompagnavano la band come gruppo spalla. Chitarrista della band era Papa Leu, che nel 2006 con Rankin Lele e Marina diede vita ad un trio e che proponeva alcuni propri brani alle aperture dei concerti dei SSS.

### Anni 2010
Il 18 maggio 2010 venne pubblicato l'album Ultimamente, anticipato dal singolo Bisogno d'amore. Il disco comprende 16 tracce cariche di sentimento e di denuncia verso la società odierna e in particolare verso il sistema politico, che sempre più maschera e controlla le masse. Numerose sono le partecipazioni volte a contaminare in maniera positiva lo stile reggae.
Il 25 settembre 2010 il gruppo si esibì a Cesena al festival musicale Woodstock 5 Stelle, organizzato dal blog di Beppe Grillo e trasmesso dal canale televisivo Play.me, che proprio con questa diretta aprì la neonata emittente.
Nel dicembre 2010 il sodalizio salentino tenne una tournée in Australia e, al rientro, collaborò con Riva Starr per il singolo Orizzonti e con Grido per il brano Superblunt, contenuto nel disco da solista del rapper dei Gemelli DiVersi.
Il 28 aprile 2011, per festeggiare i 20 anni di carriera, i Sud Sound System partirono da Londra per un lungo tour, che previde tappe anche a Bristol e nella loro Lecce, in occasione dell'Italia Wave (vi avevano già partecipato nel 2008 a Livorno).
Nel giugno 2012 pubblicarono l'album The Best of Sud Sound System, anticipato dal singolo Vola via e contenente un altro inedito (Mai come ora feat. Rubens). Nell'ottobre dello stesso anno venne riallestito il progetto teatrale di Salvatore Tramacere (con Fabrizio Saccomanno) Acido Fenico - Ballata per Mimmo Carunchio, camorrista a cui parteciparono anche i SSS con musica dal vivo. Nel marzo 2013 produssero il doppio disco Come Back Again Riddim, che fa parte della SSS Production.
Nel giugno 2014 pubblicarono un nuovo album di inediti dal titolo Sta tornu. Il disco, registrato a San Donato di Lecce e masterizzato a Londra, vide la partecipazione di diversi amici dei SSS ed è accompagnato dal videoclip del brano Do parole.
Ad aprile 2016 uscì il videoclip del brano La megghiu medicina, tratto dal nuovo album Sta Tornu, promosso anche nel loro primo tour in Giamaica. Nel maggio seguente il gruppo si recò nel paese caraibico, dove rimase per un mese ospite di Richie Stephens in diverse dancehall.
Alla mezzanotte del 9 giugno 2017 fu pubblicato su iTunes il brano Brigante, la prima traccia estratta dal nuovo disco Eternal Vibes, pubblicato il 30 giugno seguente. Nel giugno 2017 i Sud Sound System tornarono in Giamaica, ospiti con Richie Stephens al Reggae Sumfest.
Nel luglio 2017 Nandu Popu prese parte al film Vengo anch'io di Nuzzo e Di Biase.

## Progetti paralleli
Don Rico, Terron Fabio e Nandu Popu propongono, a volte, anche brani che cantano come solisti e che vengono commercializzati solo su vinili 7". Tra questi ci sono Me love how she gwaan di Terron Fabio feat. Daddy Freddy, Long time di Don Rico, La storia noscia di Nandu Popu.
Sempre su vinile 7" si possono trovare alcuni singoli come Ogni giurnu e Una sula.

## Formazione

### Attuali
- Don Rico (Federico Vaglio) - voce (1989-presente)
- Nandu Popu (Fernando Blasi) - voce, armonica a bocca (1994-presente)
- Terron Fabio (Fabio Miglietta) - voce (1994-presente)

### Ex componenti
- Militant P (Piero Longo) - voce (1989-1994)
- DJ War (Antonio Conte) - DJ (1989-1994)
- Papa Gianni (Giovanni Rollo) - voce (1989-?)
- Gopher (Dario Troso) - voce (1994-1998)
- Treble (Antonio Petrachi) - voce, chitarra (1989-2005)
- GgD (Pierluigi De Pascali) - voce, DJ (1989-2014)

## Discografia

### Album in studio
- 1996 - Comu na petra
- 1999 - Reggae party
- 2001 - Musica musica
- 2003 - Lontano
- 2005 - Acqua pe sta terra
- 2008 - Dammene ancora
- 2010 - Ultimamente
- 2014 - Sta tornu
- 2017 - Eternal Vibes
- 2024 - Intelligenza naturale

### Album dal vivo
- 2006 - Live & Direct (con la Bag A Riddim Band)

### Raccolte
- 1994 - Salento Showcase 94
- 1996 - Tradizioni '91 - '96
- 2000 - Salento Showcase 2000
- 2004 - Fuecu su fuecu
- 2007 - Salento Showcase 2007
- 2010 - Can't Stop the Music
- 2012 - Sud Sound System: The best of 2002-2012
- 2013 - Come Back Again Riddim
- 2021 - Dem No Good Riddim

### Singoli
- 1991 - Fuecu/T'a sciuta bona
- 1992 - Reggae Internazionale''/''Punnu Ieu
- 1992 - Turcinieddhri''/''Chiappalu
- 1993 - All'Infiernu/Mamma li Turki
- 1997 - Reggae party
- 2001 - GialluRussu, inno ufficiale del Lecce
- 2003 - Le radici ca tieni
- 2004 - Don't Follow Dem
- 2004 - Solo se tu vuoi
- 2005 - Fanne cu splende
- 2006 - Ogni giurnu
- 2006 - sfogatizzu
- 2008 - Dane culure
- 2008 - Chiedersi come mai (con Neffa)
- 2011 - Orizzonti (con Rivastarr)
- 2012 - Vola Via
- 2012 - Rock e Raï (con Crifiu)
- 2013 - Reggaeby (con Shakalab)
- 2013 - Pezzenti (con Mino De Santis)
- 2017 - Brigante
- 2018 - Mystical Sound
- 2019 - Ragganair (con Luca Tarantino)
- 2020 - Sempre tu
- 2021 - Come l'edera (con Al Bano)
- 2021 - Souljazz
- 2022 - Di notte con te (con La Marina)
- 2022 - Ganja & Reggae
- 2022 - Frise Toste
- 2023 - Girai girai
- 2024 - El sonido de l'alma
- 2024 - TQP (con Guè)
- 2024 - Le risposte (con i Negramaro)
- 2024 - Vera rivoluzione (con DJ Skizo e Garelli)

### Remix
- 1997 - No Playback - Comu Na Petra Remixes
- 2010 - Keemani - Klama
- 2010 - Radici Dag - Gigi D'Agostino
- 2019 - Le radici ca tieni - Luca Tarantino Remix

## Premi
- 1992: Premio Lo Straniero per la Musica con la motivazione: Rappresentano una delle espressioni più vivaci di una nuova musica che combina i modelli musicali internazionali del rap con il tentativo di dare voce ai sentimenti della condizione giovanile contemporanea – rabbia e ironia, disorientamento e confusione. Ma l'originalità dei Sud Sound System sta anche nel recupero linguistico del dialetto come in una specie di aspirazione a una dimensione etnica e comunitaria, alla dimensione locale che modera l'omologazione della musica di consumo internazionale. Tradizione e modernità, il sentimento di appartenere a una piccola “patria” ma anche alla grande “patria” del mondo, e i valori della comunicazione tra culture diverse trovano in questo gruppo una simpatica fusione, e il senso di una corroborante energia.
- 2003: Targa Tenco per la "Migliore opera in dialetto" con Lontano

## Collaborazioni
- Nel gruppo di 56 cantanti italiani "Artisti per l'Abruzzo" per il singolo Domani 21/04.2009
- Nandu Popu collabora con Babaman in Blazin Fyah
- Nandu Popu collabora con i Crifiu in Rock e Raï
- Nandu Popu collabora con Mino De Santis in Pezzenti
- Terron Fabio e Don Rico hanno collaborato nel brano Tu Sei la Sola del gruppo KAMAFEI nell'album -Rispetto-.
- Terron Fabio ha collaborato con gli Après la Classe nella canzone Marie.
- Terron Fabio ha collaborato con i Club Dogo nella canzone Né fama, né soldi, tratta dall'album Dogocrazia (2009).
- Terron Fabio ha collaborato con i Sangue Misto nella canzone Solo Mono.
- Gopher ha collaborato con i Sangue Misto nella canzone La Parola Chiave.
- Hanno collaborato e prodotto nel 2000 il primo album dell'ex batterista della backing band Gopher, Lu servu de Diu.
- La band ha prodotto e collaborato anche nel CD di Rankin Lele, Papa Leu & Marina Comu Passione. Don Rico collabora con un featuring nella canzone Cucchiate insieme a Marina.
- Terron Fabio ha collaborato con Neffa nella canzone " Luce Oro " (Pellino - Miglietta) dall'album di Neffa " Molto calmo "(2013)
- Hanno collaborato inoltre con:
  - Edoardo Bennato nella realizzazione del pezzo Il Gatto Mangia il topo.
  - i Thug Team nella canzone Il Cerchio.
  - gli Zona 45 nella canzone Lingua Nativa.
  - Chico nella canzone Acqua pe sta Terra.
  - Luciano nella canzone Now is the Time.
  - General Levy nella canzone Nu te fa futtere.
  - Phenomden nella canzone Energia.
  - Roy Paci con Caparezza in Mezzogiorno di fuoco da SuoNoGlobal.
  - Africa Unite nella canzone Cerca inthra lu core.
  - Alessia Tondo in Le radici ca tieni.
  - Neffa in Chiedersi come mai.
  - Riva Starr in Orizzonti.
  - Jaka in Forza originaria.
  - Chop Chop Band, nell'album Credo nella musica.
  - Morgan Heritage nel video della canzone Piano.
  - Nel 2012 Nandu Popu è interprete nel corto Emilio, regia di Angelo Cretella
  - Torpedo nella canzone Alibi (roots version).
  - Alessandra Amoroso è intervenuta in un loro concerto cantando Le radici ca tieni.
  - Two Fingerz in Mamadu.
  - I Bundamove compongono il remix in chiave funk di Filu de Ientu di Nandu Popu
  - Nel 2014 partecipano all'album III dei Rezophonic con la canzone One Take
  - Nel 2015 Nandu Popu è interprete nel corto Mare d'Argento con Alessio Vassallo, Chiara Torelli e regia di Carlos Solito
  - Nel 2015 i Nandu Popu, Don Rico e Terron Fabio partecipano al film Gli Evangelisti, con Alessio Vassallo e regia di Salvatore Allocca
  - Nel 2016 Terron Fabio ha fatto una collaborazione con Misstake e il rapper ARA con il titolo ``Mai non dico Mai``
- Don Rico e Terron Fabio hanno collaborato con Brusco nella canzone Giù più giù nell'album Quattroemezzo.
- Papa Gianni ha collaborato con gli Insintesi nel brano Alla ricerca di te dell'album Insintesi/Salento in dub. Sempre in questo album sono presenti i remix di Lu Salentu brucia (Don Rico) e di Marie (Après la Classe feat. Terron Fabio).
- Don Rico, Terron Fabio e Nandu Popu hanno collaborato con Grido nel brano Superblunt, contenuto in Io Grido'.
- Hanno collaborato con Ginko della Villa Ada Posse (o Villa Ada Crew) nell'album Musica Ribelle.
- Nel 2012 Nandu Popu pubblica un libro per Editori Laterza, Salento Fuoco e Fumo
- Nel 2016 nasce lo spettacolo teatrale Salento Fuoco e Fumo Unplugged Show, monologhi e musiche curate da Nandu Popu

## Film
- Liberate i pesci! (regia Cristina Comencini)
- Il cuore in mano e i piedi sulla strada (regia Uli Möller)
- Emilio (regia Angelo Cretella)
- Mare d'Argento (regia Carlos Solito)
- Gli Evangelisti (regia Salvatore Allocca)

## Teatro
- Acido Fenico, con Teatro Koreja, testo di Giancarlo De Cataldo e regia di Salvatore Tramacere
- Salento Fuoco e Fumo Unplugged Show, testo, musiche e regia di Nandu Popu